# Замок на Різдво
«Замок на Різдво» (англ. A Castle for Christmas) — американська різдвяна романтична комедія 2021 року, знята Мері Ламберт. Фільм вийшов 26 листопада 2021 року на Netflix.

## Сюжет
Історія розповідає про американську письменницю Софі Браун, авторку бестселера. Вона їде до Шотландії, щоб уникнути скандалу з її останньою книгою. Софі відвідує село, де народився її батько, а дідусь працював дворецьким у замку, поряд із селом Перебуваючи там, вона зрештою закохується в замок, Дуна Данбара, але змушена зіткнутися зі злим герцогом, який ним володіє.

## У ролях
- Брук Шилдс — Софі Браун (уроджена МакГінті)[6]
- Кері Елвес — Майлз, 12-й герцог Данбар
- Лі Росс — Томас
- Анді Ошо — Мейсі
- Тіна Грей — Гелен
- Гелен Лоан — Рона
- Стівен Освальд — Ангус
- Ванесса Грасс — Лексі Браун
- Дезіре Берч — Клер
- Ентоні Страчан — Імон
- Дрю Беррімор — камео
- Джон Сталь
- Тім Барроу — бармена
- Марк Флейшман — Френк Де Лука
- Суанне Браун — містер Донателлі
- Джо Маккей — хлопець Рони
- Холлі Вудхаус — розлючена прихильниці Софі
- Барлі Лурчер-Крос — Хеміш

## Виробництво
Будинок Далмені, неоготичний особняк на північний захід від Единбурга, був використаний як місце для зйомок замку Дуна Данбара. Замок Танталлон також використовувався як місце зйомок. Крім того, фільм знімали в Південному Квінсферрі. Краєвиди села Калросс у шотландській Файфі можна побачити у фільмі, як село Данбар.
У фільмі звучить пісня «Celtic Heart» групи Starsky & the Fox з Глазго.

## Оцінки критиків
Вебсайт агрегатора рецензій Rotten Tomatoes повідомив про рейтинг схвалення 75 % із середнім балом 6/10 на основі 24 відгуків.
Пишучи для Variety, Кортні Говард назвала фільм «делікатно обеззброюючим, підбадьорливим, святковим ескапізмом» і що в ньому зведено «запатентовані жанрові махінації та вигадки до мінімуму, що є одночасно благом і прокляттям». Пишучи для Ґардіан, Дженні Колган сказала, що «цей фільмі не таїть жодної небезпеки: він абсолютно ідеальний для різдвяного перегляду без напруження», і що було «приємно бачити, як двоє чудових акторів, які ще не в повному розквіті молодості, закохуються один в одного».
Габріелла Гайзінгер з Digital Spy сказала, що акторам «вдається наповнити своїх героїв правдоподібною серйозністю…», і зазначила, що фільм «здебільшого позбавлений будь-якого соціально-політичного забарвлення, що є трохи дивним, адже фільм розповідає про особливості такої суперечливої системи, як життя аристократії». У National зазначили, що «головні герої огидні, класова політика надзвичайно сумнівна, а зображення життя людей в селі неймовірно зневажливе», але якщо ви не дивилися, як Кері Елвіс намагається ловити фальшиві сніжинки на свій язик, то ви багато чого пропустили". Імітація шотландського акценту та використання шотландських слів і термінів також зустріли неоднозначну реакцію у критиків.